# マクラーレン・MCL36
マクラーレン・MCL36（McLaren MCL36）は、マクラーレンが2022年のF1世界選手権参戦用に開発したフォーミュラ1カーである。

## 概要
ドライバーは前年同様、ダニエル・リカルドとランド・ノリスのラインナップ。
MCL36は、2月11日にマクラーレン・テクノロジー・センターで発表された。今年からGoogle chromeがオフィシャルパートナーとなり、エンジンカバーおよび、ホイールカバー、レーシングスーツに飾られる。マシンはオレンジと、前年までよりもより鮮やかなスカイブルーで彩られた。
戦績としては、開幕戦こそ下位に沈んだものの、それ以降は調子を取り戻していき、第4戦エミリア・ロマーニャGPではノリスが3位表彰台を獲得した。その後もノリスがコンスタントに入賞を重ねる一方、リカルドは入賞圏内には入れないレースが多く苦戦していた。そんな中、リカルドは第14戦ベルギーGPを前に2022年限りでマクラーレンを早期離脱することを発表。チームとしては、終盤までアルピーヌとコンストラクターズランキング4位を争ったものの、最終的に敗北し、最終的には前年より一歩後退の5位となった。

## 記録
| 年     | No. | ドライバー | 1   | 2   | 3   | 4   | 5   | 6   | 7   | 8   | 9   | 10  | 11  | 12  | 13  | 14  | 15  | 16  | 17  | 18  | 19  | 20  | 21  | 22  | ポイント | ポイント | ランキング |
| 年     | No. | ドライバー | BHR | SAU | AUS | EMI | MIA | ESP | MON | AZE | CAN | GBR | AUT | FRA | HUN | BEL | NED | ITA | SIN | JPN | USA | MXC | SÃO | ABU | ポイント | ポイント | ランキング |
| ------ | --- | ---------- | --- | --- | --- | --- | --- | --- | --- | --- | --- | --- | --- | --- | --- | --- | --- | --- | --- | --- | --- | --- | --- | --- | -------- | -------- | ---------- |
| 2022年 | 3   | リカルド   | 14  | Ret | 6   | 18  | 13  | 12  | 13  | 8   | 11  | 13  | 9   | 9   | 15  | 15  | 17  | Ret | 5   | 11  | 16  | 7   | Ret | 9   | 37       | 159      | 5位        |
| 2022年 | 4   | ノリス     | 15  | 7   | 5   | 3   | Ret | 8   | 6   | 9   | 15  | 6   | 7   | 7   | 7   | 12  | 7   | 7   | 4   | 10  | 6   | 9   | Ret | 6   | 122      | 159      | 5位        |

- 太字はポールポジション、斜字はファステストラップ。
- † 印はリタイアだが、90%以上の距離を走行したため規定により完走扱い。